# Mwokora
Mwokora är ett vattendrag i Burundi. Det ligger i den nordvästra delen av landet, 50 km norr om huvudstaden Bujumbura.
Trakten runt Mwokora består till största delen av jordbruksmark. Runt Mwokora är det tätbefolkat, med 881 invånare per kvadratkilometer.